# Kamandar Madzjidov
Kamandar Madzjidov (ryska: Камандар Маджидов, georgiska: ქამანდარ მაჯიდოვი: Kamandar Madzjidovi, belarusiska: Камандар Маджыдаў: Kamandar Madzjydaŭ, azerbajdzjanska: Kamandar Məcidov: Kamandar Mäcidov), född den 17 oktober 1961 i Dmanisi i Georgiska SSR i Sovjetunionen (nu Georgien), är en före detta belarusisk brottare som tävlande för Sovjetunionen som tog OS-guld i fjäderviktsbrottning i den grekisk-romerska klassen 1988 i Seoul. Han är Azerbajdzjansk medborgare och har varit landslagstränare för Belarus, Kazakhstan, Grekland och Turkiet. Från maj 2017 till 25 maj 2021 var han ordförande för det belarusiska brottningsförbundet.